# Puchar Kontynentalny w kombinacji norweskiej 1996/1997
Sezon 1996/1997 Pucharu Kontynentalnego w kombinacji norweskiej rozpoczął się 30 listopada 1996 w norweskim Bardu, zaś ostatnie zawody z tego cyklu odbyły się 19 marca 1997 w Zakopanem. W kalendarzu znalazło się dwanaście zawodów, w tym trzy sprinty i dziewięć metodą Gundersena. 
Pierwotnie cykl ten nosił nazwę Pucharu Świata B, jednak w 2008 roku zmieniono ją na Puchar Kontynentalny. Tytułu najlepszego zawodnika bronił Norweg Gård Myhre. W sezonie tym najlepszy okazał się Francuz Frédéric Baud

## Kalendarz i wyniki
| Lp  | Data              | Miejscowość            | Konkurencja          | 1. miejsce        | 2. miejsce        | 3. miejsce         |
| --- | ----------------- | ---------------------- | -------------------- | ----------------- | ----------------- | ------------------ |
| 1.  | 30 listopada 1996 | Bardu                  | Gundersen K90/15 km  | Matthias Looß     | Walerij Stoljarow | Ludovic Roux       |
| 2.  | 7 grudnia 1996    | Rovaniemi              | Gundersen K120/15 km | Walerij Stoljarow | Christoph Bieler  | Ludovic Roux       |
| 3.  | 14 grudnia 1996   | Vuokatti               | Gundersen K90/15 km  | Kari Manninen     | Walerij Stoljarow | Tapio Nurmela      |
| 4.  | 4 stycznia 1997   | Klingenthal            | Gundersen K80/15 km  | Futoshi Ōtake     | Jacob Gunnes      | Ago Markvardt      |
| 5.  | 8 stycznia 1997   | Johanngeorgenstadt     | Sprint K75/7,5 km    | Marco Zarucchi    | Thomas Abratis    | Ronny Ackermann    |
| 6.  | 11 stycznia 1997  | Garmisch-Partenkirchen | Gundersen K115/15 km | Yukiyasu Suzuki   | Marco Zarucchi    | Mikko Keskinarkaus |
| 7.  | 18 stycznia 1997  | Liberec                | Gundersen K120/15 km | Marco Zarucchi    | Futoshi Ōtake     | Ricardo Stärker    |
| 8.  | 1 lutego 1997     | Flühli                 | Sprint K90/7,5 km    | Marco Zarucchi    | Enrico Heisig     | Enrico Franke      |
| 9.  | 9 lutego 1997     | Lake Placid            | Gundersen K120/15 km | Marco Zarucchi    | Andreas Hartmann  | Yukiyasu Suzuki    |
| 10. | 2 marca 1997      | Courchevel             | Gundersen K90/15 km  | Frédéric Baud     | Igor Cuznar       | Robert Stadelmann  |
| 11. | 18 marca 1997     | Zakopane               | Sprint K120/7,5 km   | Frédéric Baud     | Demian Carson     | Stefan Habas       |
| 12. | 19 marca 1997     | Zakopane               | Gundersen K120/15 km | Stefan Habas      | Andrea Cecon      | Ralf Adloff        |

## Klasyfikacje
| Lp. | Zawodnik          | Punkty |
| 1.  | Frédéric Baud     | 177    |
| 2.  | Robert Stadelmann | 163    |
| 3.  | Falk Weber        | 142    |
| 4.  | Magnar Freimuth   | 138    |
| 5.  | Andrea Cecon      | 133    |
| 6.  | Igor Cuznar       | 127    |
| 7.  | Takashi Ueno      | 114    |
| 8.  | Nicolas Bal       | 111    |
| 9.  | Demian Carson     | 110    |
| 10. | Sven Koch         | 108    |